# 達氏橋燧鯛
達氏橋燧鯛（學名：Gephyroberyx darwinii）輻鰭魚綱金眼鯛目燧鯛亞目燧鯛科的其中一種，分布於全球各大洋亞熱帶海域，棲息深度9-1210公尺，本魚頭部有一個凹的前額輪廓而且有大的被硬皮蓋著的黏液孔，嘴大且斜，鰓蓋與前鰓蓋骨每個具有一個大的硬棘，身體縱深，頭部與身體暗粉紅色，側邊有銀色，魚鰭紅色，舌與鰓腔黑色，上顎白色到紅色，背鰭硬棘7-8枚，背鰭軟條13-14枚，臀鰭硬棘3枚，臀鰭軟條11-12枚，體長可達60公分，體具發光器官，棲息在堅硬底質海域，屬肉食性，以魚類、蝦子為食，可做為食用魚。